# Sendamangalam
Sendamangalam är en ort i Indien.   Den ligger i distriktet Namakkal och delstaten Tamil Nadu, i den södra delen av landet, 1 900 km söder om huvudstaden New Delhi. Sendamangalam ligger 190 meter över havet och antalet invånare är 18 085.
Terrängen runt Sendamangalam är varierad, och sluttar västerut. Runt Sendamangalam är det tätbefolkat, med 356 invånare per kvadratkilometer. Närmaste större samhälle är Namakkal, 10,0 km sydväst om Sendamangalam. Omgivningarna runt Sendamangalam är en mosaik av jordbruksmark och naturlig växtlighet.